# Nothippulus atroluteus
Nothippulus atroluteus is een hooiwagen uit de familie Assamiidae.